# Allomarkgrafia
Allomarkgrafia je biljni rod iz porodice zimzelenovki raširen po Srednjoj i sjeverozapadnoj Južnoj Americi, od Nikaragve do Perua. Na popisu je 10 vrsta; penjačice.
Rod je opisan 1932 s jednom vrstom, A. ovalis.

## Vrste
1. Allomarkgrafia antioquiana J.F.Morales
2. Allomarkgrafia brenesiana Woodson
3. Allomarkgrafia campanulata (Markgr.) J.F.Morales
4. Allomarkgrafia ecuatoriana J.F.Morales
5. Allomarkgrafia foreroi A.H.Gentry
6. Allomarkgrafia insignis J.F.Morales
7. Allomarkgrafia laxiflora A.H.Gentry
8. Allomarkgrafia ovalis (Ruiz & Pav. ex Markgr.) Woodson
9. Allomarkgrafia plumeriiflora Woodson
10. Allomarkgrafia tubiflora Woodson ex Dwyer